# José Antonio Martínez Gil
José Antonio Martínez Gil (La Palma del Condado, 12 febbraio 1993) è un calciatore spagnolo, difensore svincolato.

## Carriera
Arrivato al Siviglia Atlético nel gennaio del 2014, nel 2016, in scadenza di contratto, si trasferisce al Barcellona B, con cui firma un biennale. Il 1º luglio 2018 viene tesserato dall'Eibar, con cui si lega fino al 2021, passando poi a titolo temporaneo al Granada. Dopo la promozione nella massima serie, il prestito viene poi rinnovato anche nella stagione successiva.
Il 19 dicembre 2020 viene ceduto a titolo definitivo al FC Dallas, con cui firma un biennale.

## Statistiche

### Presenze e reti nei club
Statistiche aggiornate al 27 luglio 2020.
| Stagione                | Squadra                 | Campionato              | Campionato | Campionato | Coppe nazionali | Coppe nazionali | Coppe nazionali | Coppe continentali | Coppe continentali | Coppe continentali | Altre coppe | Altre coppe | Altre coppe | Totale | Totale |
| Stagione                | Squadra                 | Comp                    | Pres       | Reti       | Comp            | Pres            | Reti            | Comp               | Pres               | Reti               | Comp        | Pres        | Reti        | Pres   | Reti   |
| ----------------------- | ----------------------- | ----------------------- | ---------- | ---------- | --------------- | --------------- | --------------- | ------------------ | ------------------ | ------------------ | ----------- | ----------- | ----------- | ------ | ------ |
| gen.-giu. 2014          | Sevilla Atlético        | SDB                     | 7          | 0          | -               | -               | -               | -                  | -                  | -                  | -           | -           | -           | 7      | 0      |
| 2014-2015               | Sevilla Atlético        | SDB                     | 12         | 0          | -               | -               | -               | -                  | -                  | -                  | -           | -           | -           | 12     | 0      |
| 2015-2016               | Sevilla Atlético        | SDB                     | 25+6       | 1          | -               | -               | -               | -                  | -                  | -                  | -           | -           | -           | 31     | 1      |
| Totale Sevilla Atlético | Totale Sevilla Atlético | Totale Sevilla Atlético | 44+6       | 1          |                 | -               | -               |                    | -                  | -                  |             | -           | -           | 50     | 1      |
| 2016-2017               | Barcellona B            | SDB                     | 28+6       | 1          | -               | -               | -               | -                  | -                  | -                  | -           | -           | -           | 34     | 1      |
| 2017-2018               | Barcellona B            | SD                      | 22         | 0          | -               | -               | -               | -                  | -                  | -                  | -           | -           | -           | 22     | 0      |
| Totale Barcellona B     | Totale Barcellona B     | Totale Barcellona B     | 50+6       | 1          |                 | -               | -               |                    | -                  | -                  |             | -           | -           | 56     | 1      |
| 2018-2019               | Granada                 | SD                      | 36         | 1          | CR              | 1               | 0               | -                  | -                  | -                  | -           | -           | -           | 37     | 1      |
| 2019-2020               | Granada                 | PD                      | 20         | 0          | CR              | 3               | 0               | -                  | -                  | -                  | -           | -           | -           | 23     | 0      |
| Totale Granada          | Totale Granada          | Totale Granada          | 56         | 1          |                 | 4               | 0               |                    | -                  | -                  |             | -           | -           | 60     | 1      |
| Totale carriera         | Totale carriera         | Totale carriera         | 150+12     | 3          |                 | 4               | 0               |                    | -                  | -                  |             | -           | -           | 166    | 3      |